# Liste der Mitglieder der American Academy of Arts and Sciences/1897
Im Jahr 1897 wählte die American Academy of Arts and Sciences 17 Personen zu ihren Mitgliedern.

## Neugewählte Mitglieder
- Ludwig Boltzmann (1844–1906)
- Georg Morris Cohen Brandes (1842–1927)
- Heinrich Brunner (1840–1915)
- Wilhelm Dörpfeld (1853–1940)
- Charles Henry Fernald (1838–1921)
- Horace Howard Furness (1833–1912)
- Harry Manley Goodwin (1870–1949)
- Ira Nelson Hollis (1856–1930)
- Walter Louis Jennings (1866–1944)
- Frank Arthur Laws (1867–1936)
- Abbott Lawrence Lowell (1856–1943)
- Frederic William Maitland (1850–1906)
- William Osler (1849–1919)
- Wilhelm Friedrich Philipp Pfeffer (1845–1920)
- Pierre Cecile Puvis de Chavannes (1824–1898)
- Edmund Clarence Stedman (1833–1908)
- William Henry Welch (1850–1934)